# Tanjung Tebat (Tanjung Tebat)
Tanjung Tebat is een bestuurslaag in het regentschap Lahat van de provincie Zuid-Sumatra, Indonesië. Tanjung Tebat telt 597 inwoners (volkstelling 2010).